# Robert C. Titus

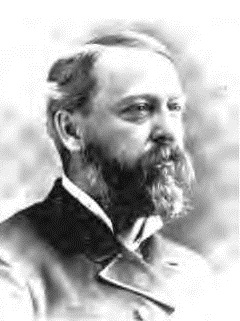
Robert C. Titus (1897)

Robert Cyrus Titus (* 24. Oktober 1839 in Eden, Erie County, New York; † 27. April 1918 in Buffalo, New York) war ein US-amerikanischer Jurist und Politiker.

## Leben und Wirken
Titus besuchte nach der allgemeinen Schulausbildung von 1859 bis 1860 das Oberlin College. Anschließend absolvierte er ein Studium der Rechtswissenschaften bei Horace Boies, wurde 1865 als Rechtsanwalt zugelassen und praktizierte in Hamburg. Im Jahr 1867 heiratete er Arvilla Clark, aus der Ehe gingen 2 Kinder hervor. Titus war von 1868 bis 1871 Bürgermeister der US-amerikanischen Stadt Hamburg (New York), welche nach der deutschen Stadt Hamburg benannt worden ist.
1873 zog er nach Buffalo und war von 1878 bis 1880  Bezirksstaatsanwalt von Erie County sowie von 1882 bis 1885 als Mitglied des New Yorker Senats (31. District) in der 105., 106., 107. und 108. New Yorker Gesetzgebung vertreten.
Von 1886 bis 1895 war er Richter am Buffalo Superior Court. Dieses Gericht wurde durch die Verfassung von 1894 abgeschafft und die Richter wurden mit begrenzter Zuständigkeit im Januar 1896 für ihre restliche Amtszeit an den New York Supreme Court (8. D.) versetzt.
Bei den New Yorker Landtagswahlen 1896 kandidierte Titus für das New Yorker Berufungsgericht, wurde jedoch von dem Republikaner Irving G. Vann besiegt.
Im Jahr 1901 wurde Titus gemeinsam mit Loran L. Lewis vom Gericht ernannt, um Leon Czolgosz im Prozess wegen der Ermordung von Präsident William McKinley zu verteidigen.